# 布蒂冰原島峰
80°39′S 159°57′E / 80.650°S 159.950°E
布蒂冰原島峰（英語：Gootee Nunatak）是南極洲的冰原島峰，位於奧次地，海拔高度250米，處於庫森斯灣西端，由美國研究隊繪入地圖，現時由南極條約體系管理。